# François Thijssen
François Thijssen o Frans Thijsz (mort el 13 d'octubre de 1638?) fou un explorador neerlandès que va explorar la costa sud d'Austràlia.
Era el capità del vaixell 't Gulden Zeepaerdt (El cavallet de mar daurat) que salpà del Cap de Bona Esperança cap a Batàvia. En aquest viatge, va anar molt cap al sud i el 26 de gener de 1627 arribà prop del Cap Leeuwin, a la costa d'Austràlia Occidental.
Thijssen continuà navegant cap a l'est, cartografiant més de 1500 quilòmetres de la costa australiana. Va anomenar aquesta terra 't Land van Pieter Nuyts (La Terra de Pieter Nuyts), fent referència al més alt oficial de la Companyia Holandesa de les Índies Orientals que viatjava a bord. Part del mapa de Thijssen mostra les illes de St Francis i St Peter, ara conegudes com dins de l'arxipèlag Nuyts. El vaixell finalment arribà a Batàvia el 10 d'abril de 1627. Les observacions de Thijssen van ser incloses ben aviat (1628) pel cartògraf Hessel Gerritszen una carta de les Índies i Nova Holanda.
Aquest viatge definí la major part de la costa sud d'Austràlia i va fer perdre la noció que la "Nova Holanda", estava unida a l'Antàrtida. Molt més tard l'exploració de Thijssen va portar Jean Pierre Purry a proposar una colònia neerlandesa al continent australià el 1717-18. La novel·la de 1726 Els viatges de Gulliver, de Jonathan Swift ubicava Lilliput i Blefuscu prop del remot Arxipèlag Nuyts. Fins al 1792 els europeus no van tornar a visitar aquesta zona (per part del francès Bruny d'Entrecasteaux que cercava La Pérouse).